# Division 1 de 1971–72
A Primeira Divisão (chamada de Division 1) do Campeonato Francês de Futebol de 1971-72 foi uma competição de futebol realizada na França, contando como a 34ª edição da história. O campeão foi Olympique de Marseille, pela quarta vez, tendo como vice o Nîmes.

## Clubes participantes e regulamento
| - AC Ajaccio - Angers SCO - SEC Bastia - Girondins de Bordeaux - Lille OSC - Olympique Lyonnais - Olympique de Marseille - FC Metz - AS Monaco |  | - AS Nancy - FC Nantes - OGC Nice - Nîmes Olympique - Paris Saint-Germain FC - Red Star FC - Stade de Reims - Stade Rennais - AS Saint-Etienne - FC Sochaux-Montbéliard |

Todos os vinte clubes se enfrentariam em jogos de ida e volta. O melhor classificado ao fim desses confrontos se sagraria campeão. Os três últimos colocados seriam rebaixados à Division 2.

## Classificação
| Pos | Clube                  | Pontos | Jogos | V  | E  | D  | GP | GC | SG  |
| --- | ---------------------- | ------ | ----- | -- | -- | -- | -- | -- | --- |
| 1   | Olympique de Marseille | 56     | 38    | 24 | 8  | 6  | 78 | 37 | +41 |
| 2   | Nîmes                  | 51     | 38    | 21 | 9  | 8  | 76 | 37 | +39 |
| 3   | Sochaux                | 47     | 38    | 21 | 5  | 12 | 57 | 42 | +15 |
| 4   | Angers                 | 45     | 38    | 19 | 7  | 12 | 56 | 40 | +16 |
| 5   | Lyon                   | 45     | 38    | 18 | 9  | 11 | 58 | 45 | +13 |
| 6   | Saint-Étienne          | 44     | 38    | 20 | 4  | 14 | 81 | 59 | +22 |
| 7   | Nantes                 | 43     | 38    | 17 | 9  | 12 | 70 | 48 | +22 |
| 8   | Nice                   | 42     | 38    | 15 | 12 | 11 | 58 | 44 | +14 |
| 9   | Bastia                 | 42     | 38    | 20 | 2  | 16 | 58 | 57 | +1  |
| 10  | Nancy                  | 40     | 38    | 14 | 12 | 12 | 56 | 49 | +7  |
| 11  | Rennes                 | 38     | 38    | 13 | 12 | 13 | 53 | 54 | -1  |
| 12  | Bordeaux               | 35     | 38    | 12 | 11 | 15 | 39 | 52 | -13 |
| 13  | Ajaccio                | 33     | 38    | 12 | 9  | 17 | 49 | 53 | -4  |
| 14  | Metz                   | 33     | 38    | 13 | 7  | 18 | 44 | 49 | -5  |
| 15  | Reims                  | 31     | 38    | 9  | 13 | 16 | 46 | 69 | -23 |
| 16  | Paris Saint-Germain    | 30     | 38    | 10 | 10 | 18 | 51 | 67 | -16 |
| 17  | Red Star               | 30     | 38    | 10 | 10 | 18 | 34 | 64 | -30 |
| 18  | Lille                  | 26     | 38    | 8  | 10 | 20 | 43 | 68 | -25 |
| 19  | Monaco                 | 26     | 38    | 8  | 10 | 20 | 41 | 68 | -27 |
| 20  | Angoulême              | 23     | 38    | 8  | 7  | 23 | 39 | 85 | -46 |

|  |                                                             |
|  | Campeão e classificado à Taça dos Campeões Europeus 1972-73 |
|  | Classificado à Copa da UEFA de 1972-73                      |
|  | Rebaixado                                                   |

## Artilharia
| Rank | Jogador         | Clube                  | Gols |
| ---- | --------------- | ---------------------- | ---- |
| 1    | Josip Skoblar   | Olympique de Marseille | 30   |
| 2    | Salif Keita     | AS Saint-Étienne       | 29   |
| 3    | Jacques Vergnes | Nîmes Olympique        | 26   |
| 4    | Delio Onnis     | Stade de Reims         | 22   |
| 5    | Angel Marcos    | FC Nantes              | 20   |